# 深水灣

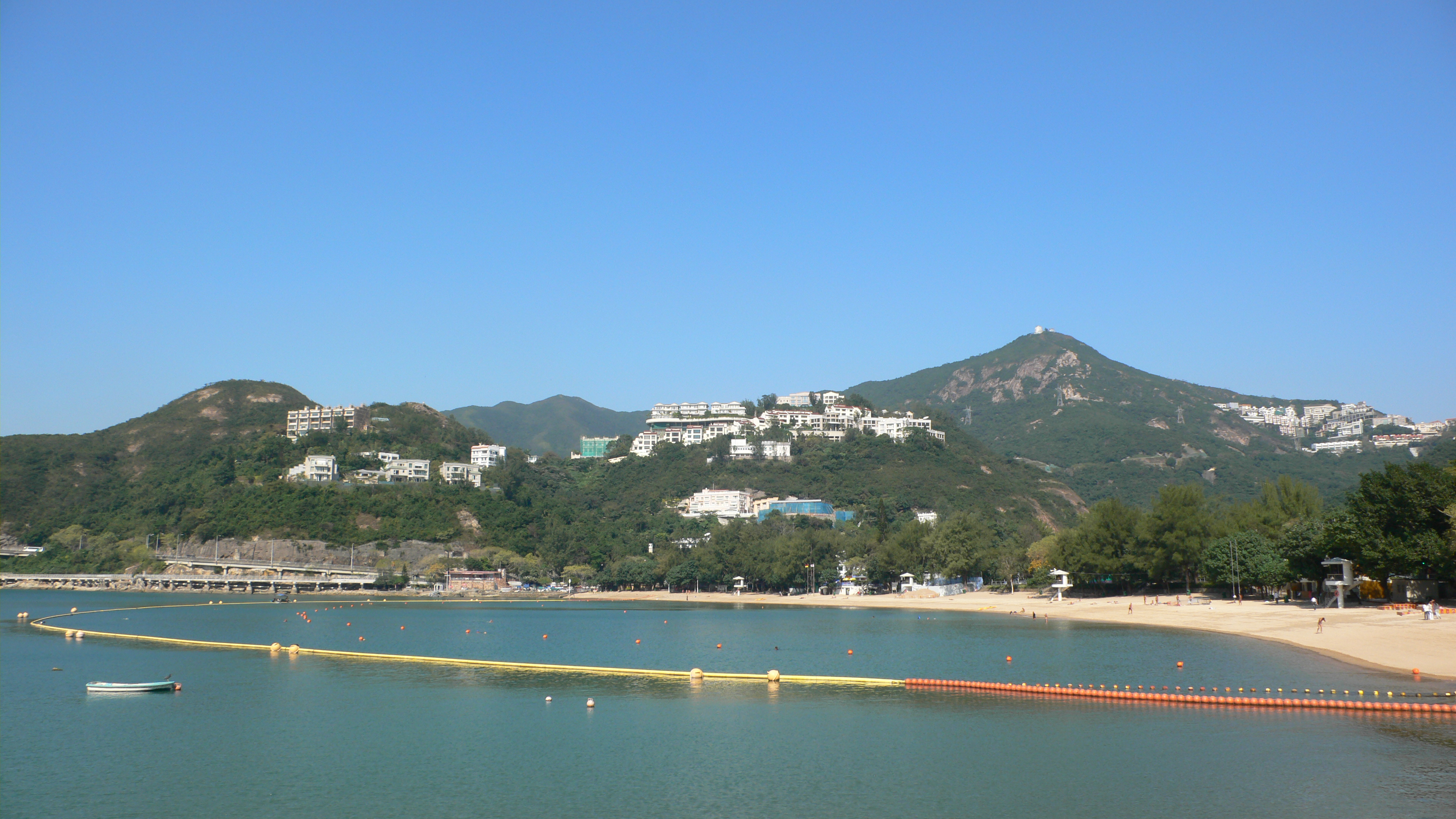
深水灣泳灘

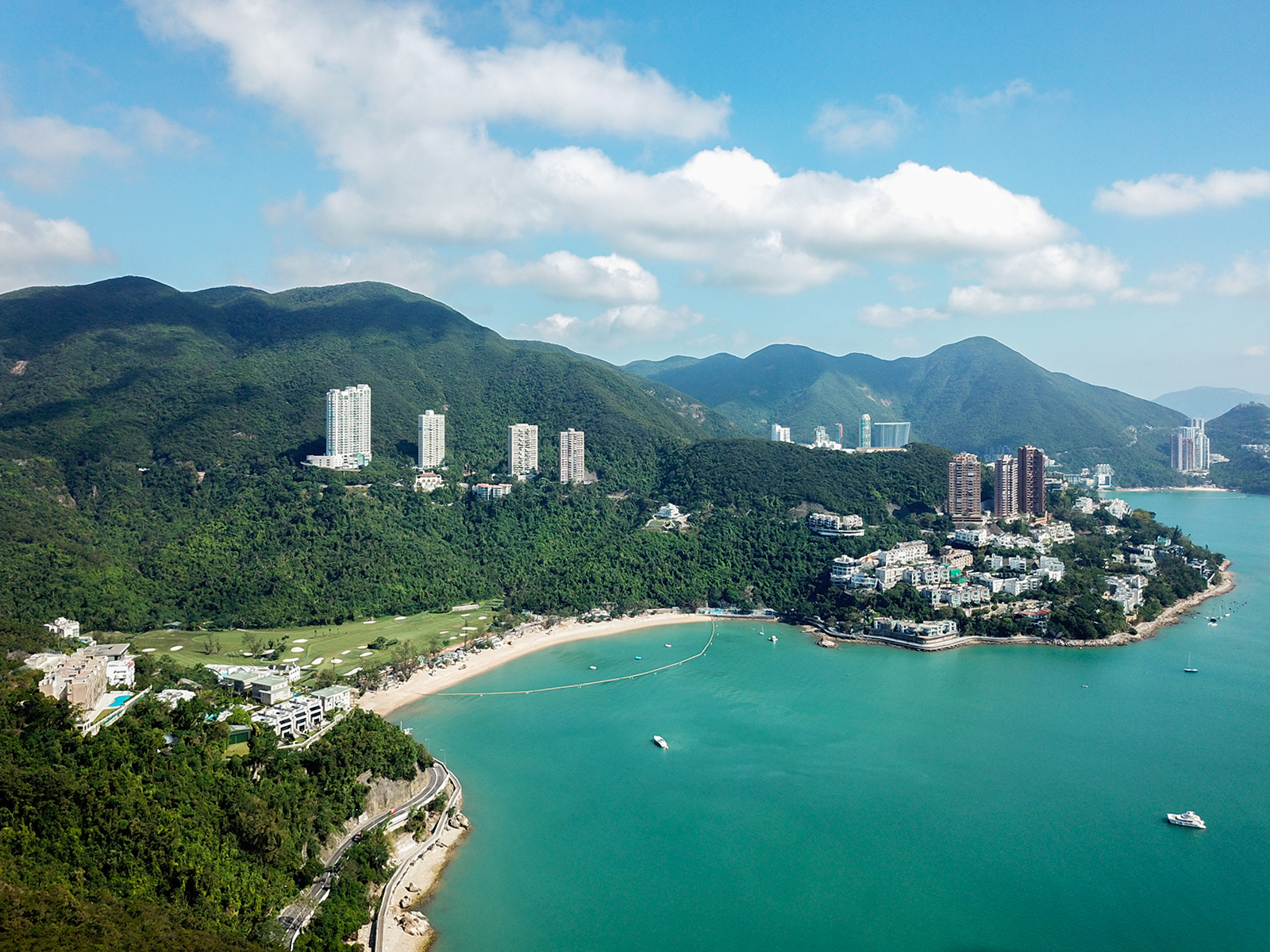
從高處眺望深水灣及深水灣泳灘

深水灣（英語：Deep Water Bay）位於香港港島南區的一個區域接近壽臣山一帶，東為紫羅蘭山方向鄰近淺水灣，南為深水灣海域熨波洲方向，西為海洋公園南朗山，北為聶高信山，深水灣內有一個同名的著名泳灘深水灣泳灘（英語：Deep Water Bay Beach），附近一帶亦有不少高檔豪宅群。

## 設施及簡介
深水灣環境優美，設有深水灣泳灘和高爾夫球場。

### 休憩設施
- 深水灣泳灘: 康樂及文化事務署轄下管理的公眾泳灘之一，設有更衣室及淋浴設施，並有救生員值勤。泳灘亦設有燒烤區及停車場。由於深水灣水較深，泳灘範圍之外也有不少人玩沖浪板和風帆。
- 苗鐘徑: 沿岸海濱棧道
- 香港哥爾夫球會: 香港島最大的私人高爾夫球場，會員制。球場內設有9個洞是標準球場18個洞的一半大小。
- 香港鄉村俱樂部: 私人會員制休憩會所。
- 深灣遊艇會:私人會員制遊艇會所。

### 基建
- 此區還設有SEA-ME-WE 3（亞歐3號）海底光纜的電纜登陸點，提供內地與華南之國際通訊[1]。

## 主要交通幹道
- 香島道
- 深水灣道

## 區議會議席分佈
為方便比較，以下列表以香島道沿線為範圍。
| 年度/範圍  | 2000－2003 | 2004－2007 | 2008－2011 | 2012－2015 | 2016－2019 | 2020－2023 |
| ---------- | ---------- | ---------- | ---------- | ---------- | ---------- | ---------- |
| 香島道沿線 | 海灣選區   | 海灣選區   | 海灣選區   | 海灣選區   | 海灣選區   | 海灣選區   |